# Il combattimento tra il Kearsarge e l'Alabama
Il combattimento tra il Kearsarge e l'Alabama (Le Combat du Kearsarge et de l'Alabama) è un dipinto a olio su tela del pittore francese Édouard Manet, realizzato nel 1864 e conservato al Philadelphia Museum of Art.

## Descrizione
Nel corso della sua lunga e feconda vicenda artistica Manet si confrontò pochissimo con i soggetti storici. Due eventi, tuttavia, destarono la sua attenzione: innanzitutto la cattura e la fucilazione di Massimiliano I del Messico, da lui raffigurata nell'opera L'esecuzione dell'imperatore Massimiliano, e poi la battaglia di Cherbourg del 1864. Si trattò questa di un'operazione navale avvenuta al largo di Cherbourg, nella bassa Normandia, dove una corvetta nordista dell'Unione, l'USS Kearsarge, affondò la CSS Alabama, nave da guerra delle forze confederate.
La tragedia ebbe una grandissima risonanza e attirò a Cherbourg folle di curiosi. Non sappiamo se anche Manet fu testimone di questa battaglia navale, anche se riuscì comunque a dipingerla con grande vigore creativo, a tal punto da meritarsi le lodi di Barbey d'Aurevilly, che nel 1872 affermò: «È un quadro a soggetto marino meraviglioso [...] Il mare ... è ancora più terrificante della battaglia». Nel dipinto, che risente molto dei quadri marinareschi dipinti in Olanda nel Seicento, non è rappresentata l'idealistica esaltazione dei valori eroici, bensì la cruda realtà di una battaglia, descritta con una resa pittorica del tutto angosciosa e anticonvenzionale.